# PIAT
El PIAT (acrónimo de Projector, Infantry, Anti Tank, Lanzador Antitanque de Infantería en inglés) era un lanzagranadas antitanque británico desarrollado durante la Segunda Guerra Mundial. El PIAT fue diseñado para responder a la necesidad del Ejército británico de un arma antitanque portátil que fuese más efectiva que las que ya poseía.
El lanzagranadas antitanque PIAT británico fue desarrollado durante las primeras etapas de la Segunda Guerra Mundial por el mayor Millis Jefferis como un barato y ligero lanzador antitanque ("proyector" en la terminología británica contemporánea) que podría arrojar proyectiles HEAT a intervalos prolongados y con una mínima precisión. 
Estaba constituido por un tubo de acero, un gatillo y un muelle disparador, siendo basado en el sistema del mortero de espiga; en lugar de emplear una mezcla explosiva para disparar el proyectil, el muelle era comprimido y amartillado. Cuando se apretaba el gatillo, soltaba el muelle y este empujaba la espiga contra la parte posterior de la granada. Esto encendía la mezcla propulsora de la granada, lanzándola desde la espiga. Tenía un alcance efectivo de 105 m (aproximadamente 115 yardas).  
Este sistema le otorgaba al PIAT varias ventajas, entre ellas la falta del fogonazo y humo que delatarían la posición del tirador, así como un cañón barato; sin embargo, entre sus desventajas figuraban el difícil amartillamiento, el gran retroceso al ser disparado y el poco poder de penetración de la granada. El PIAT entró en servicio en 1943, siendo empleado por primera vez durante la invasión Aliada de Sicilia. Quedó en servicio con las tropas británicas y las de la Commonwealth hasta inicios de la década de 1950, cuando fue reemplazado por la bazuca estadounidense. Un gran número de PIAT fueron suministrados a la Unión Soviética a través de las ayudas Lend-Lease, siendo también empleado por la Resistencia Francesa y el Armia Krajowa polaco. Tras la Segunda Guerra Mundial la Haganah israelí empleó el PIAT durante la guerra árabe-israelí de 1948. Seis miembros del ejército británico y de la Commonwealth recibieron la Cruz Victoria al emplear el PIAT en combate.

## Desarrollo

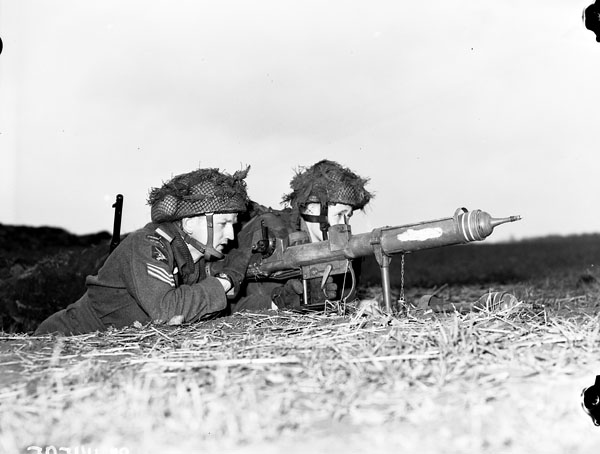
Paracaidistas canadienses usando el PIAT.

Al inicio de la Segunda Guerra Mundial, el Ejército británico tenía dos armas antitanque de infantería principales: el Fusil antitanque Boys y la granada de fusil n.º 68. Sin embargo, ninguna de estas dos eran armas antitanque particularmente efectivas. La granada n.º 68 había sido diseñada para dispararse desde una bocacha que se montaba en el cañón del fusil, por lo que era demasiado ligera para producir daños significativos y tenía un alcance muy corto, siendo rara vez empleada en combate. El fusil Boys también era inadecuado como arma antitanque; era pesado, lo que dificultaba su empleo efectivo por la infantería, además de obsoleto; hacia 1940, solamente era efectivo a corta distancia contra automóviles blindados y tanques ligeros. En noviembre de 1941, durante la Operación Crusader en el frente Norafricano, los oficiales del Octavo ejército británico descubrieron con estupor que ningún fusil Boys era capaz de destruir ningún tipo de tanque alemán.
Debido a estas limitaciones, se hizo necesaria la adopción de una nueva arma antitanque de infantería, la cual fue el Projector, Infantry, Anti-Tank o PIAT. Los orígenes del PIAT se remontan a una fecha tan lejana como 1888, cuando el ingeniero estadounidense Charles Edward Munroe llevaba a cabo experimentos con algodón-pólvora y descubrió que el explosivo podía causar un daño mucho mayor si tenía una concavidad dirigida hacia el blanco. Conocido como Efecto Munroe, fue perfeccionado por el científico alemán Egon Neumann, que observó un aumento del daño producido si se forraba la concavidad con metal. Hacia la década de 1930, el ingeniero suizo Henri Mohaupt había continuado el desarrollo de esta tecnología y produjo proyectiles de carga hueca. Estos consistían en un cono invertido situado en el interior de un proyectil explosivo; cuando este impactaba en el blanco, su carga explotaba y convertía el cono en un chorro de metal líquido con alta velocidad. La velocidad y la inmensa presión producida por la explosión, ayudaban al chorro de metal líquido a crear un pequeño agujero en el blindaje y transmitir una gran onda expansiva junto con grandes cantidades de esquirlas al interior del blanco. Esta era la tecnología empleada en la granada antitanque Nro. 68.
A pesar de que la tecnología existía, los diseñadores británicos debían desarrollar un sistema que pudiera lanzar proyectiles de carga hueca de mayor tamaño y alcance que la granada n.º 68. Al mismo tiempo que Mohaupt estaba desarrollando proyectiles de carga hueca, el teniente coronel de la Royal Artillery Stewart Blacker estaba investigando la posibilidad de desarrollar un mortero de pelotón ligero. Sin embargo, en lugar de emplear el sistema convencional de disparar el proyectil desde un cañón fijado a una base, Blacker deseaba emplear el sistema del mortero de espiga. En lugar de un cañón, había una varilla de acero conocida como "espiga" fijada a una base, mientras que el proyectil llevaba la carga propulsora dentro de su cola. Cuando el mortero era disparado, el proyectil era empujado contra la espiga, que detonaba la carga propulsora y lo lanzaba hacia el blanco. Al poner efectivamente el cañón en el interior del arma, el diámetro de este ya no representaba un límite al tamaño del proyectil. Blacker finalmente diseñó un mortero ligero al que llamó "Arbalest" y lo envió a la War Office para ser probado, pero fue rechazado en favor de un mortero de diseño español. Sin amilanarse, Blacker continuó con sus experimentos y decidió tratar de inventar un arma antitanque portátil basada en el sistema de espiga, pero descubrió que la espiga no podía generar la velocidad necesaria para penetrar blindajes. No abandonó este sistema y finalmente creó la Bombarda Blacker, un mortero de espiga montado sobre un pivote, que podía lanzar un proyectil de 9 kg (20 libras) a una distancia de 91 m (100 yardas); a pesar de que sus proyectiles no podían penetrar blindajes, eran capaces de provocar severos daños a los tanques, siendo suministrado en grandes cantidades a la Home Guard británica en 1940 como arma antitanque.
Al enterarse Blacker de la existencia de munición de carga hueca, se dio cuenta de que era exactamente el tipo de munición que necesitaba para desarrollar un arma antitanque portátil, ya que el poder de esta dependía de su carga explosiva y no de la velocidad a la que era disparada. Entonces Blacker desarrollo una granada de carga hueca con la mezcla propulsora en su cola, la cual encajaba en un lanzador disparado desde el hombro que estaba compuesto por un cilindro metálico que contenía un gran muelle y la espiga; la granada era puesta en una batea situada en la parte delantera del cilindro y, al ser apretado el gatillo, la espiga impactaba en la cola de la granada, disparándola desde la batea a una distancia aproximada de 140 m (5500 pulgadas). Blacker llamó a esta nueva arma "Bombarda Baby" y la presentó a la War Office en 1941. Sin embargo, al ser probada demostró tener una serie de problemas; un reporte de la War Office de junio de 1941 indica que el cilindro es débil y que la espiga no siempre es lanzada cuando se aprieta el gatillo, además del hecho que ninguna de las granadas empleadas estallaron al impactar el blanco.
Cuando había desarrollado la Bombarda Baby y la envió a la War Office, Blacker estaba trabajando para una agencia gubernamental llamada MD1, que se encargaba del desarrollo y suministro de armas para las guerrillas y grupos de resistencia de la Europa Ocupada. Poco tiempo después de la prueba de la Bombarda Baby, Blacker fue mudado a otro puesto, dejando el arma antitanque en manos de un colega de la agencia, el Mayor Millis Jefferis. Jefferis desmontó el prototipo de la Bombarda Baby en el suelo de su oficina del MD1 y lo volvió a montar, combinándolo con una granada de mortero con carga hueca para crear lo que el llamaría "Cañón de Hombro Jefferis". Él tenía una pequeña cantidad de prototipos de proyectiles antiblindaje HEAT, así que llevó el arma para ser probada en la Escuela de Armas Ligeras de Bisley. Un oficial llevó el Cañón de Hombro a un polígono de tiro, lo apuntó hacia un blanco blindado y apretó el gatillo; este agujereó el blanco, pero desafortunadamente también hirió al oficial con una esquirla de su proyectil, que rebotó y lo impactó. Jefferis ocupó el lugar del oficial herido y disparó varias granadas, las cuales perforaron el blanco blindado y no lo hirieron. Impresionados por el arma, la Comisión de Municiones de la Escuela de Armas Ligeras ordenó corregir los defectos de su munición y rebautizaron al Cañón de Hombro como Projector, Infantry, Anti–Tank (PIAT), al mismo tiempo que ordenaban su distribución a las unidades de infantería como un arma antitanque portátil. La producción del PIAT empezó a finales de agosto de 1942. Por su labor, Blacker recibió 25000£ de la Comisión de Inventos.

## Diseño

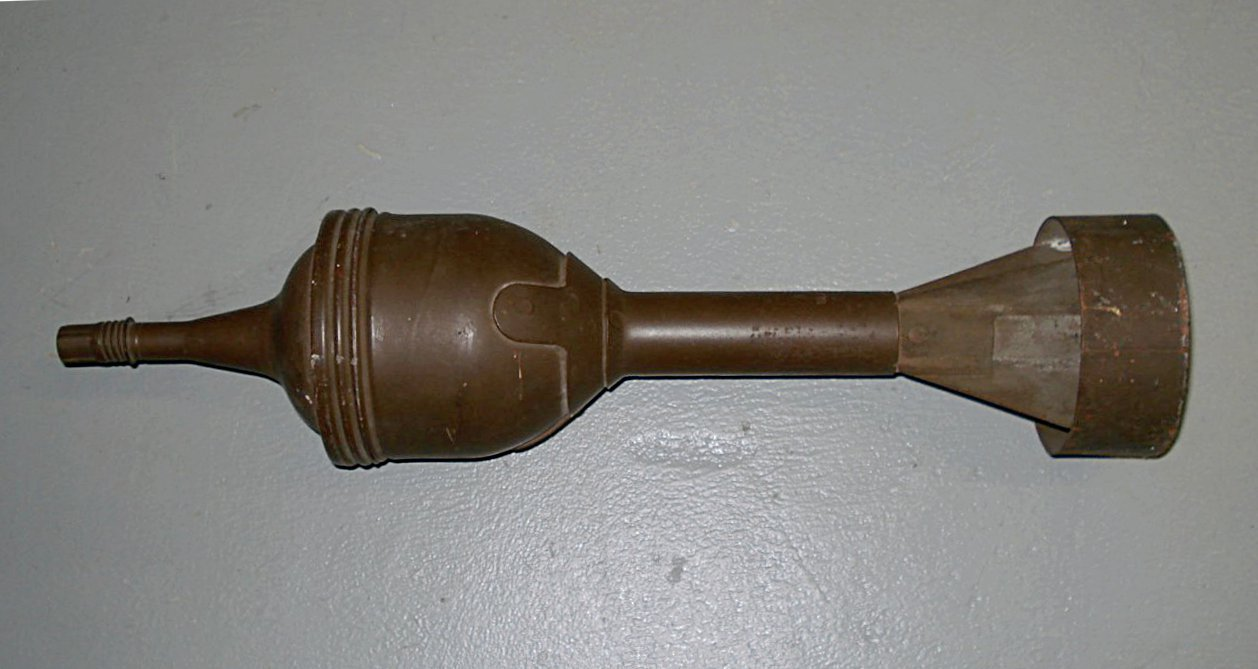
Proyectil de PIAT.

El PIAT medía 0,99 m (39 pulgadas) y pesaba 15 kg (32 libras), con un alcance efectivo de 91 m (unas 100 yardas) y un alcance máximo de 690 m (750 yardas). Era transportado y empleado por un equipo de dos hombres. El lanzagranadas PIAT era un tubo construido de chapa de acero delgada, que contenía el gatillo y el muelle disparador. En la parte delantera de este se hallaba una pequeña batea en donde se situaba la granada, para ser lanzada por la espiga que iba a través del tubo y sobresalía en la batea. El otro extremo del lanzagranadas estaba almohadillado para poder apoyarse en el hombro del tirador, mientras que sobre el tubo se hallaba instalado un rudimentario sistema de puntería; las granadas lanzadas por el PIAT tenían colas huecas, en el interior de las cuales se insertaba un pequeño cartucho propulsor, así como ojivas de carga hueca. Para poder disparar el arma se debe amartillar su mecanismo de disparo, que básicamente es un gran muelle, lo cual era un proceso sumamente difícil. El tirador primero debe apoyar el PIAT sobre su culata, luego poner ambos pies sobre la parte almohadillada y girar el arma para abrirla y al mismo tiempo fijar la espiga al extremo del tubo; luego el tirador debía agacharse y jalar hacia arriba el cuerpo del arma, comprimiendo así el muelle y amartillándola. Una vez hecho esto, el cuerpo del arma era bajado y girado para volver a unirlo al resto del arma, para luego disparar el PIAT. Los tiradores de pequeña estatura muchas veces tenían problemas para efectuar esta operación, ya que no tenían la suficiente altura para tirar hacia arriba el cuerpo del arma y así amartillarla; también era una operación difícil de efectuar estando echado en el suelo, ya que frecuentemente así se empleaba el PIAT en combate. Cuando se apretaba el gatillo, el muelle impulsaba la espiga hacia adelante y la insertaba en la cola de la granada, detonando su carga propulsora y lanzándola desde la batea. El retroceso producido por la detonación de la carga propulsora empujaba a la espiga hacia atrás contra el muelle, amartillando automáticamente el arma para poder abrir fuego nuevamente, aunque esto producía severas rozaduras en el hombro del tirador.

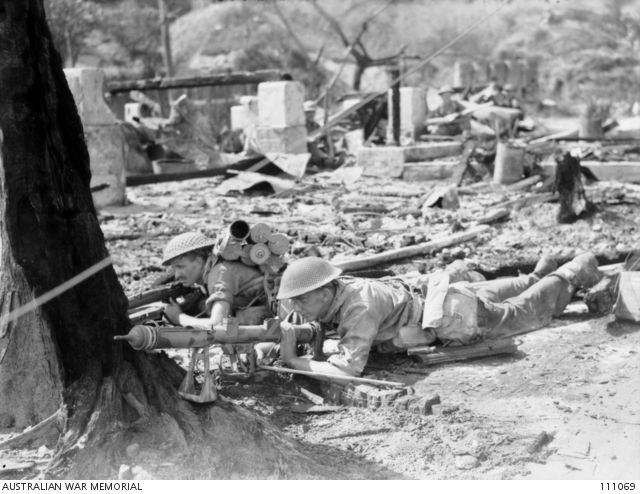
Un equipo PIAT australiano durante la batalla de Balikpapan, en 1945

El entrenamiento para emplear el PIAT ponía énfasis en su empleo desde una trinchera para poder ocultar al equipo de tiradores y siempre que sea posible, atacar los flancos y la parte posterior de los tanques enemigos. También era posible emplear el PIAT como un mortero improvisado, apoyando su culata en el suelo y sosteniéndolo con un monópode, otorgándole al arma un alcance aproximado de 270 m (300 yardas). El PIAT también era frecuentemente empleado para destruir posiciones enemigas situadas dentro de casas o búnkeres. A pesar de las dificultades en amartillar y disparar el arma, esta tenía varias ventajas: su cañón no precisaba ser reemplazado o estar hecho con materiales de alta calidad que eran difíciles de producir, casi no tenía un fogonazo que pudiese delatar la posición de los tiradores y el tamaño de su cañón le permitía emplear granadas de gran calibre. Sin embargo, el PIAT tenía desventajas. Era muy pesado y voluminoso, por lo que fue muy poco popular entre las tropas británicas y de la Commonwealth equipadas con este. También tenía problemas con el poder de penetración de sus granadas, a pesar de que en teoría el PIAT era capaz de penetrar 100 mm (3,9 pulgadas) de blindaje a 91 m (unas 100 yardas), siendo probado en combate durante la invasión Aliada de Sicilia y confirmado tras unas pruebas llevadas a cabo durante 1944. Durante estas pruebas, un tirador experimentado no fue capaz de impactar un blanco a 91 m (100 yardas) en el 60% de los casos; mientras que las espoletas defectuosas provocaron que solamente el 75% de las granadas disparadas detonen al impactar el blanco. Un análisis por parte de los oficiales británicos a las fases iniciales de la Campaña de Normandía descubrió que de todos los tanques alemanes destruidos por tropas británicas, un 7% de estos habían sido atacados con PIAT, frente al 6% que fueron atacados con cohetes por aviones Hawker Typhoon. Pero también observaron que una vez que los tanques alemanes fueron equipados con planchas de blindaje extra que detonaban los proyectiles de carga hueca antes que puedan penetrar el blindaje, la efectividad del PIAT se redujo considerablemente.

## Historial de combate

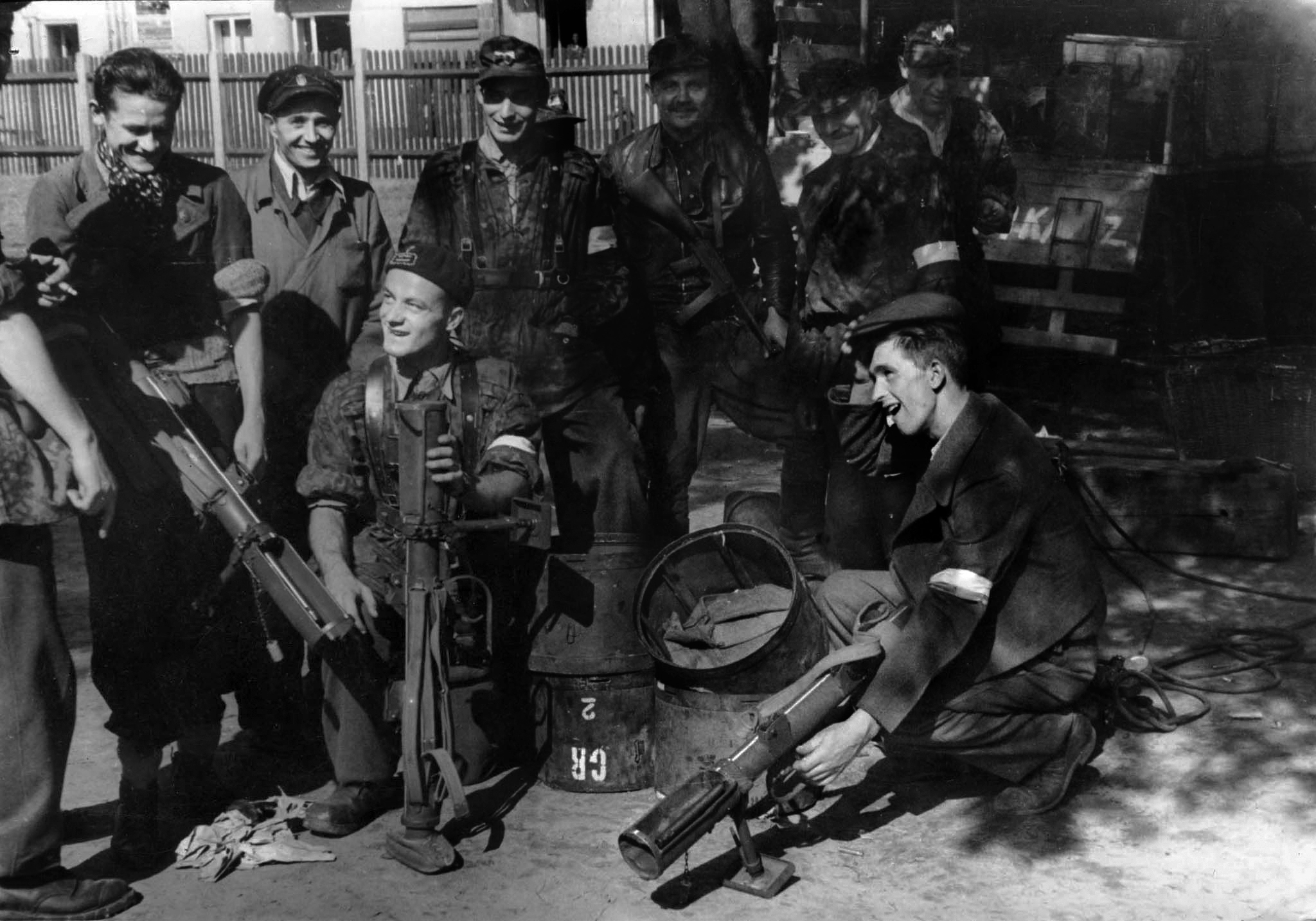
Combatientes polacos inspeccionan un PIAT durante el Alzamiento de Varsovia.

El PIAT entró en servicio con unidades británicas y de la Commonwealth a mediados de 1943, siendo empleado en combate por primera vez por tropas canadienses durante la invasión Aliada de Sicilia. En la organización de un pelotón británico de 1944, compuesto por 36 hombres, había un solo PIAT agregado al cuartel general de este, al lado de un destacamiento armado con un mortero de 40 mm (2 pulgadas). Tres PIAT eran asignados a cada compañía, lo cual permitía un arma para cada pelotón. Los Comandos del Ejército británico y los Royal Marines también fueron equipados con PIAT y los emplearon en combate. El Ejército australiano suministró un PIAT (que también era conocido como Projector Infantry Tank Attack, Lanzador de Infantería para Atacar Tanques en inglés) a cada pelotón de sus "divisiones selváticas", que era diferente a su equivalente británico de finales de 1943.
El PIAT fue empleado en todos los frentes donde sirvieron tropas británicas y del Commonwealth, quedando en servicio hasta inicios de la década de 1950, cuando fue reemplazado por la bazuca estadounidense. El Ejército australiano empleó brevemente PIAT al inicio de la guerra de Corea junto a bazucas de calibre 2,63 pulgadas, pero reemplazó rápidamente ambas armas con la M20 "Super Bazooka" de calibre 3,5 pulgadas. Como parte del acuerdo Lend-Lease, entre octubre de 1941 y marzo de 1946 la Unión Soviética recibió 1000 PIAT y 100.000 granadas. El PIAT también fue empleado por grupos de resistencia en la Europa Ocupada. Fue una de las diversas armas empleadas por los resistentes polacos durante el Alzamiento de Varsovia contra las tropas alemanas. Y en la Francia Ocupada, la Resistencia francesa empleaba el PIAT como un sustituto de morteros o cañones. Luego de la Segunda Guerra Mundial, la Haganah israelí empleó PIAT contra los tanques árabes durante la guerra árabe-israelí de 1948.
Seis miembros de las Fuerzas Armadas británicas y del Commonwealth recibieron la Cruz Victoria al emplear el PIAT en combate. El 16 de mayo de 1944, el fusilero Francis Arthur Jefferson empleó un PIAT para destruir un tanque Panzer IV y así repeler un contraataque alemán lanzado contra su unidad, que estaba tomando por asalto una sección de la Línea Gustav. Durante las primeras fases del Desembarco de Normandía el 6 de junio de 1944, el Sargento-Mayor Stanley Elton Hollis empleó un PIAT para atacar un cañón de campaña alemán. El tercer soldado en ser condecorado con la Cruz Victoria fue el fusilero gurkha Ganju Lama, que empleó un PIAT el 12 de junio de 1944 para destruir varios tanques japoneses que bloqueaban el avance de su unidad en una zona de Birmania. Durante la batalla de Arnhem, entre el 19 y el 25 de septiembre, el Mayor Robert Henry Cain empleó un PIAT para detener un tanque Tiger I que avanzaba hacia las posiciones de su compañía, forzando a otros tres tanques Panzer IV a retirarse durante un posterior asalto. El quinto militar en ser condecorado con la Cruz Victoria, el soldado Ernest Smith, empleó un PIAT para destruir un tanque alemán y repeler un ataque contra su unidad, que estaba asegurando una cabecera de puente sobre el río Savio. Finalmente, el 9 de diciembre de 1944, el capitán John Brunt empleó un PIAT, junto a otras armas, para ayudar a repeler un ataque de la 90.ª División Panzergrenadier contra su unidad en Italia.

## Usuarios
Entre los usuarios del PIAT figuran:
- Armia Krajowa[25]
- Australia[22]
- Canadá[13]
- Resistencia Francesa[26]
- Israel[27]
- Nueva Zelanda[35]
- Reino Unido[13]
- Unión Soviética[24]

### Libros
- Bishop, Chris (2002). The Encyclopedia of Weapons of World War II: The Comprehensive Guide to Over 1,500 Weapons Systems, Including Tanks, Small Arms, Warplanes, Artillery, Ships and Submarines. Sterling Publishing Company, Inc. ISBN 1586637622.
- Bruce, George (1972). Warsaw Uprising. Harper Collins. ISBN 0246105267.
- Bull, Stephen; Dennis, Peter; Delf, Brian; Chappell, Mike; Windrow, Martin (2004). World War II Infantry Tactics. Osprey Publishing. ISBN 1841766631.
- Copp, Terry (2004). Fields Of Fire: The Canadians In Normandy. University of Toronto Press. ISBN 0802037801.
- Crowdy, Terry; Steve Noon (2007). French Resistance Fighter: France's Secret Army. Osprey. ISBN 1846030765.
- French, David (2000). Raising Churchill's Army: The British Army and the War against Germany 1919-1945. Oxford University Press. ISBN 019924630 |isbn= incorrecto (ayuda).
- Hogg, Ian (1995). Tank Killers: Anti-Tank Warfare by Men and Machines. Pan Macmillan. ISBN 0330353160.
- Kuring, Ian (2004). Red Coats to Cams. A History of Australian Infantry 1788 to 2001. Sydney: Australian Military History Publications. ISBN 1876439998.
- Laffin, John; Chappell, Mike (1982). The Israeli Army in the Middle East Wars 1948-73. Osprey. ISBN 0850454506.
- Moreman, Tim (2006). British Commandos 1940 – 1946. Battle Orders. Dr Duncan Anderson (consultant editor). Botley: Osprey Publishing. ISBN 184176986X.
- Neillands, Robin (2002). The Battle of Normandy 1944. Cassell. ISBN 0304358371.
- Rottman, Gordon L.; Noon, Steve; Windrow, Martin (2005). World War II Infantry Anti-Tank Tactics. Osprey Publishing. ISBN 1841768421.
- Phillips, Neville Crompton (1957). Italy Volume I: The Sangro to Cassino. The Official History of New Zealand in the Second World War 1939–1945. Wellington: Historical Publications Branch.
- Weeks, John (1975). Men Against Tanks: A History of Anti-Tank Warfare. David & Charles. ISBN 0715369091.

### Revistas
- Khan, Mark (abril  de 2009). «The PIAT». Britain at War Magazine. abril de 2009 (24).